# Пирија (Долж)
Пирија (рум. Piria) насеље је у Румунији у округу Долж у општини Арђетоаја. Oпштина се налази на надморској висини од 198 m.

## Становништво
Према подацима из 2002. године у насељу је живело 452 становника, од којих су сви румунске националности.